# ホートン・インパクト・クレーター

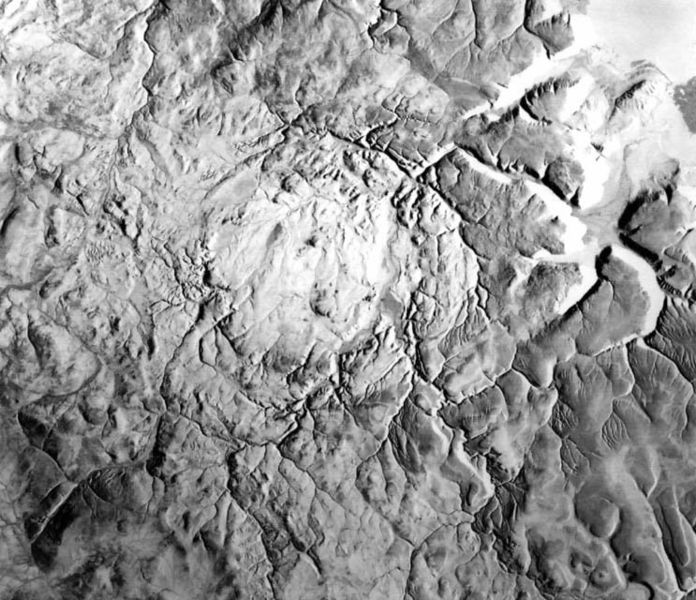
クレーターのレーダーによる画像

ホートン・インパクト・クレーター（英: Haughton impact crater）はカナダ・クイーンエリザベス諸島で2番目に大きな島デヴォン島（ヌナブト準州）にあるクレーターのことである。

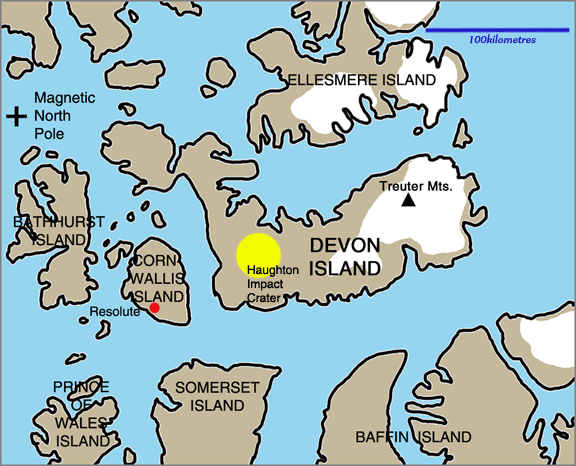
デヴォン島

## 概要
3900万年前（始新世後期）に直径約2kmの隕石によって形成されたもので、クレーターの直径は23kmであり現在は湖になっている。
北緯75度にあり、知られている中では最北にあるクレーターである。気温は年間のほとんどが氷点下で、植生もほとんどなく、そのため風化による影響がほとんどない。緯度の低い場所にある他のクレーターに比べ、侵食による劣化が少なく多数の地質学的特色を維持している。

## 火星研究
地質学的及び気候の見地から、ホートン・クレーター及びその周囲は地球上であっても火星の環境に近いとされている。例えば中心部は永久凍土に染みわたった角礫岩になっており、湿度があり気温の低い火星と似ている。アメリカ合衆国の火星研究所（Mars Institute）と地球外知的生命体探査プロジェクト（SETI）は火星上の生命体の可能性及びその研究業務を試験する「ホートン火星プロジェクト」をこの場所で実施している。火星協会のフラッシュライン火星北極調査基地（FMARS）もここに基地を設け研究を実施している。